# Billaea setosa
Billaea setosa là một loài ruồi trong họ Tachinidae.